# Riverview (Misuri)
Riverview es una villa ubicada en el condado de San Luis en el estado estadounidense de Misuri. En el Censo de 2010 tenía una población de 2856 habitantes y una densidad poblacional de 1.326,96 personas por km².

## Geografía
Riverview se encuentra ubicada en las coordenadas 38°44′39″N 90°12′39″O / 38.74417, -90.21083. Según la Oficina del Censo de los Estados Unidos, Riverview tiene una superficie total de 2.15 km², de la cual 2.15 km² corresponden a tierra firme y (0%) 0 km² es agua.

## Demografía
Según el censo de 2010, había 2856 personas residiendo en Riverview. La densidad de población era de 1.326,96 hab./km². De los 2856 habitantes, Riverview estaba compuesto por el 27.03% blancos, el 69.89% eran afroamericanos, el 0.21% eran amerindios, el 0.32% eran asiáticos, el 0% eran isleños del Pacífico, el 0.35% eran de otras razas y el 2.21% pertenecían a dos o más razas. Del total de la población el 0.7% eran hispanos o latinos de cualquier raza.